# Bistum San Cristóbal de La Laguna
Das Bistum San Cristóbal de La Laguna, auch Bistum Tenerife oder Bistum Nivariense genannt, (lat.: Dioecesis Sancti Christophori de Laguna oder Dioecesis Nivariensis) ist eine in Spanien gelegene römisch-katholische Diözese mit Sitz in San Cristóbal de La Laguna, Teneriffa, Kanarische Inseln. Es umfasst die westlichen Inseln des kanarischen Archipels.

## Geschichte

Logo

Das Bistum San Cristóbal de La Laguna wurde am 1. Februar 1819 von Papst Pius VII. durch Teilung des Bistums Kanarische Inseln errichtet und dem Erzbistum Sevilla als Suffraganbistum unterstellt. Das unter dem alten Namen weiter bestehende Bistum Kanarische Inseln erstreckt sich auf die östlichen Inseln Gran Canaria, Fuerteventura und Lanzarote. Das neue Bistum San Cristóbal de La Laguna besteht hingegen aus den Inseln Teneriffa, La Palma, La Gomera und El Hierro. Die Teilung des Gebietes der Kanarischen Inseln in zwei Diözesen wurde zum 21. Dezember 1819 gültig. Die treibende Kraft bei der Gründung des Bistums war ein katholischer Bischof und Beichtvater König Ferdinands VII. von Spanien, Cristóbal Bencomo y Rodríguez.
Aufgrund der politischen Wirren in Madrid konnte der erste Bischof von San Cristóbal de La Laguna, Luis Folgueras y Sion, sein Amt erst am 12. Juli 1825 antreten. Die Diözese wurde in der Zwischenzeit durch verschiedene Kapitularvikare geleitet. Nachdem Bischof Folgueras y Sion im Jahr 1848 zum Erzbischof von Granada ernannt worden war, blieb der Bischofsstuhl vakant. Das Konkordat von 1851 sah vor, dass für die Diözese der westlichen Kanarischen Inseln ein Weihbischof ernannt werden sollte, was jedoch nie geschah. Im August 1859 wurde der Bischof der (östlichen) Kanarischen Inseln mit Sitz in Las Palmas de Gran Canaria als Apostolischer Administrator bestellt. Es folgten weitere Administratoren. Als sich mit dem Regierungsbeginn des Königs Alfons XII. die Beziehungen zwischen Spanien und dem Heiligen Stuhl besserten, wurde eine Neubesetzung des Bischofsstuhls geplant. Am 18. März 1877 ernannte Pius IX. den Benediktinermönch Ildefonso Infante y Macias zum zweiten Bischof von San Cristóbal de la Laguna. Der letzte Bischof, Bernardo Álvarez Afonso, wurde am 29. Juni 2005 von Benedikt XVI. in das Amt berufen. Seinen Rücktritt hat der Papst Franziskus am 16. September 2024 angenommen.

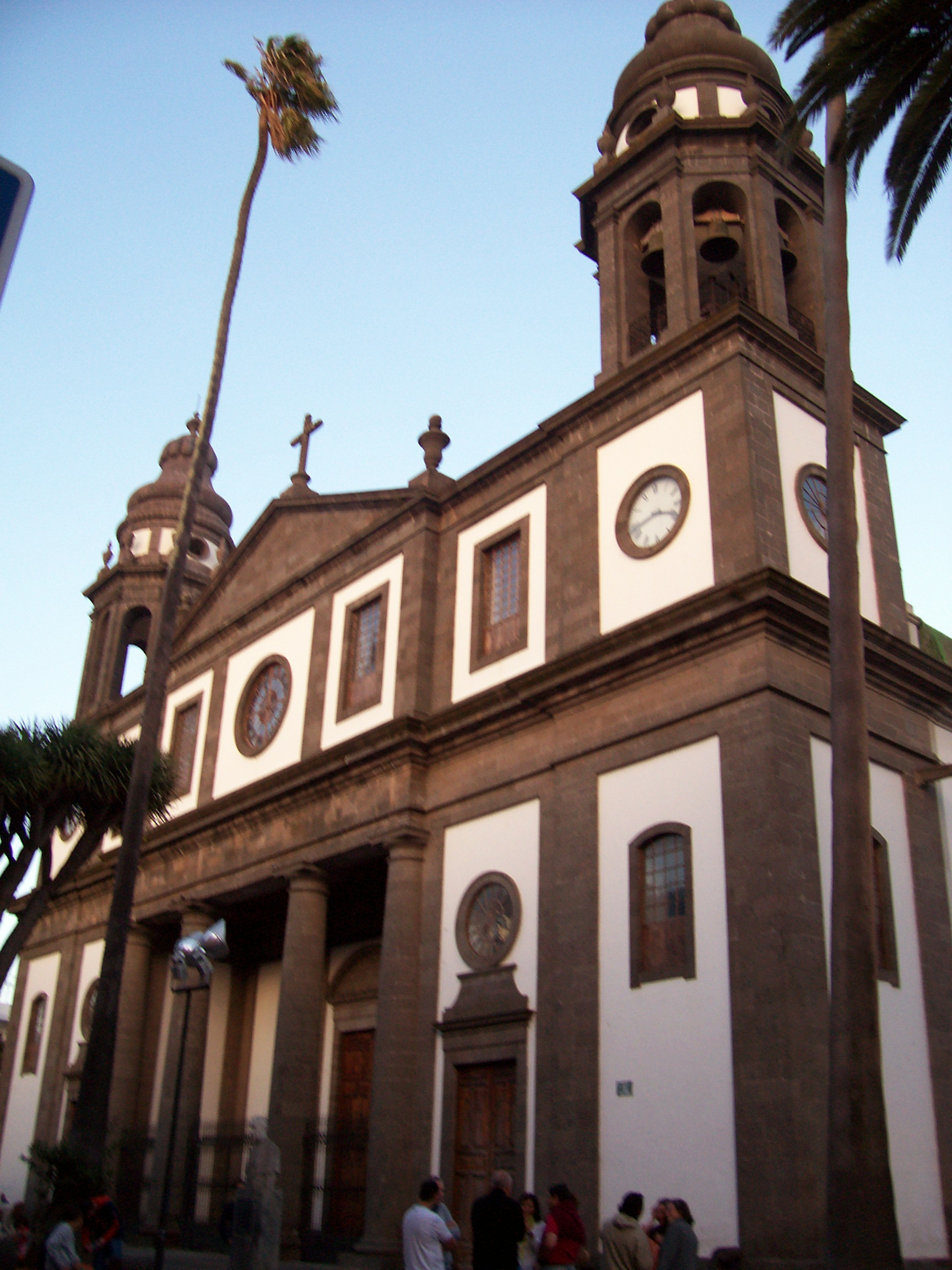
Kathedrale Nuestra Señora de los Remedios in San Cristóbal de La Laguna

## Bistumspatron und Diözesankalender
Schutzpatronin des Bistums ist Nuestra Señora de los Remedios. Die kleinen Schutzheiligen sind: Hl. Ferdinand von Kastilien und Hl. Elisabeth von Portugal.
Im Bistum San Cristóbal de La Laguna wird der Regionalkalender um die folgenden Eigenfeiern ergänzt (dahinter jeweils der Rang):
Abkürzungen:
H = Hochfest, F = Fest, G = gebotener Gedenktag
- 02. Februar: Jungfrau von Candelaria, Schutzpatronin der Kanarischen Inseln – H
- 024. April: Hl. Peter von Betancurt, Laie – F
- 09. Juni: Hl. José de Anchieta, Priester – F
- 015. Juli: Sel. Vierzig Märtyrer von Brasilien, Märtyrer – G
- 027. Juli: Hl. Christophorus, Märtyrer – H
- 06. September: Jahrestag der Kathedrale – H in der Kathedrale, F im restlichen Bistum